# Wendell Eugene

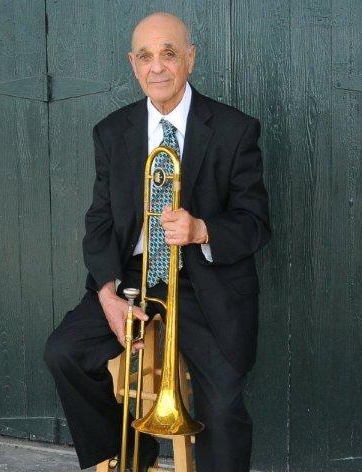
Wendell Eugene (2013). Fotografie von Amosgalils

Wendell Albert Eugene (* 12. Oktober 1923 in New Orleans; † 7. November 2017) war ein US-amerikanischer Jazzposaunist des New Orleans Jazz.

## Leben und Wirken
Wendell Eugene erhielt von seinem älteren Bruder Homer Eugene Jr., einem Posaunisten, Gitarristen und Banjosplieler, sein erstes Instrument; bereits mit 15 Jahren trat er als professioneller Musiker auf. Während des Zweiten Weltkriegs leistete er den Militärdienst bei der US-Marine ab. Stationiert in Kalifornien trat er in Marching- und Konzertbands der Navy auf; bei der Show der USO 1943 mit Louis Armstrong. Nach Kriegsende tourte er bei Lucky Millinder und Buddy Johnson, arbeitete dann aber, um seine Familie zu unterstützen, ab 1949 im Hauptberuf als Briefträger. Daneben unterrichtete er Posaune an der Grunewald School of Music in New Orleans und trat nachts und den Wochenenden als Musiker auf; außerdem tourte er in seinen Urlaubszeiten mit der Onward Brass Band, der Olympia Brass Band, der Tuxedo Brass Band und Andrew Hall’s Society Jazz Band.
Erste Aufnahmen Eugenes entstanden 1952 mit Freddie Kohlman. In den folgenden Jahren folgten im Bereich des Jazz und des Rhythm & Blues Einspielungen mit Dave Bartholomew, Punch Miller (1961), Paul Barbarin’s Onward Brass Band, Franz Jackson/Onward Brass Band (1968), Alvin Alcorn (1970), in den 1980er- und 1990er-Jahren meist mit Harold Dejans Olympia Brass Band, sowie mit Doc Houlinds New Orleans Allstars Band, ferner mit Lionel Ferbos, Kermit Ruffins und Brian Carrick, darunter auch zahlreiche Produktionen von Allen Toussaint.
Als Eugene beim Postal Service 1979 in den Ruhestand ging, arbeitete er wieder als Vollzeitmusiker. Bereits 1978 hatte er ein erstes Album unter eigenem Namen aufgenommen, West Indies Blues, das bei NOLA erschien; in Wendell Eugene's New Orleans Band  spielten Albert Walters (Korneet), Raymond Burke (Klarinette), Jeanette Kimball (Piano), Emanuel Sayles (Banjo, Gesang), Les Muscutt (Banjo, Gitarre), Chester Zardis (Bass) und Chester Jones (Schlagzeug). 2006 folgte sein zweites Album Wendell Eugene & His Mardi Gras Band in New Orleans, aufgenommen mit Jamie Wight (Trompete), Brian Carrick (Klarinette), Andrew Hall (Piano), Louis Lince (Banjo), Gerald Adams (Bass) und Ernest Elly (Schlagzeug).
Ferner trat Eugene auf dem New Orleans Jazz and Heritage Festival und den ersten French Quarter Festival auf. Mit 91 Jahren spielte er noch in Lionel Ferbos’ Palm Court Jazz Band, Andrew Hall’s Society Jazz Band und Gregg Stafford’s Tuxedo Brass Band. Mit 90 Jahren spielte er sein letztes Album als Bandleader ein, If I Had My Life to Live Over. Im Bereich des Jazz war er zwischen 1952 und 2013 an 48 Aufnahmesessions beteiligt.